# Скельовата
Скельовата — річка в Україні, у Бахмутському районі Донецької області. Права притока Лугані (басейн Дону).

## Опис
Довжина річки 18 км, похил річки 8,7  м/км, найкоротша відстань між витоком і гирлом — 14,66  км, коефіцієнт звивистості річки — 1,23 . Площа басейну водозбору 86,8  км². Річка формується багатьма безіменними струмками та 13 загатами.

## Розташування
Бере початок на південно-західній околиці Новогригорівки. Тече переважно на північний захід через Нижнє Лозове і у селищі Луганське впадає у річку Лугань, праву притоку Сіверського Дінця.
Населені пункти вздовж берегової смуги: Логвинове, Розсадки.

## Цікаві факти
- Біля витоку річки проходить залізнична станція. На лівому березі річки на відстані приблизно 2,4 км розташована станція Дебальцеве.
- У селищі Луганське річку перетинає євроавтошлях E40М03.